# Juan Iliesco
Juan Iliesco (n. Ion sau Ioan Traian Iliescu, 18 aprilie 1898, Brăila, România – d. 2 februarie 1968, Argentina) a fost un șahist argentinian de origine română.

## Biografie
A participat la mai multe ediții ale Campionatului național de șah al Argentinei (1931-1953). În 1941 a câștigat locul I, dar nu a fost numit campion deoarece avea încă cetățenie română la acea dată. În 1944 (de acum, cetățean argentinian), s-a plasat pe locul doi, după Hector Rosetto.
A participat la mai multe ediții ale turnelor internaționale de la Mar del Plata și San Francisco, Argentina.